# Лінія 7 CPTM
Лінія 7 — рубінова — лінія CPTM, системи приміських поїздів Великого Сан-Паулу, що пролягає між станціями Лус і Франсіску-Морату, а її продовження — між Франсіску-Морату і Жундіаї. До 2008 року називалася Лінією A — коричневою.
| Бразилія | Це незавершена стаття з географії Бразилії. Ви можете допомогти проєкту, виправивши або дописавши її. |